# Alexandru Boabă
Alexandru Boabă (* 17. August 1927 in Valea Mare, Priboieni, Kreis Argeș; † 1995 in Bukarest) war ein rumänischer Politiker der Rumänischen Kommunistischen Partei PCR (Partidul Comunist Român), der unter anderem zwischen 1965 und 1969 sowie erneut von 1970 bis 1971 Erdölminister, zwischen 1969 und 1970 Minister für chemische Industrie sowie von 1974 bis 1978 Botschafter im Iran und Oman war.

## Leben

### Ingenieur und Abgeordneter
Boabă absolvierte seine schulische Ausbildung von 1939 bis 1947 an der Militärschule in Craiova und war danach 1947 Verantwortlicher für Sport im Stadtkomitee des damaligen Jugendverbandes UTM (Uniunea Tineretului Muncitor) in Curtea de Argeș sowie von März bis August 1948 Brigadier beim Bau der Eisenbahnstrecke bei Bumbești-Jiu. Danach absolvierte er zwischen 1948 und 1949 eine Ausbildung am Institut für Erdöl und Erdgas in Bukarest und war während der Ausbildung auch außerordentlicher Instrukteur an der Universität Bukarest sowie Sekretär des Jugendverbandes UTM am Institut für Erdöl und Erdgas. Nachdem er zwischen 1949 und 1954 ein Studium am Institut für Erdöl und Erdgas Gunschin in Moskau als Technologe für die Verarbeitung von Rohöl abgeschlossen hatte, war er von Juli 1954 bis 1955 Chefingenieur des Ölbüros der Raffinerie Nr. 3 in Ploiești sowie im Anschluss von 1955 bis Oktober 1960 Direktor der Raffinerie Nr. 3 Teleajen. Während dieser Zeit war er auch Mitglied des Parteikomitees der Raffinerie und wurde 1956 auch Mitglied des Stadtparteikomitees von Ploiești und des Parteikomitees im Kreis Prahova.
1957 wurde er außerdem Mitglied der Großen Nationalversammlung (Marea Adunare Națională) und gehörte dieser bis 1975 an. Zu Beginn seiner Parlamentszugehörigkeit wurde er im Oktober 1957 Mitglied des Ausschusses für Wirtschaft und Finanzen und war zudem Vizepräsident der Rumänisch-Belgischen Parlamentariergruppe.

### Minister und Botschafter
Im Oktober 1960 wurde Boabă Direktor der Raffinerie Nr. 7 in Brazi und fungierte danach zwischen dem 18. Januar 1962 und dem 7. Februar 1963 Generaldirektor des Ministeriums für Erdöl- und Chemieindustrie. Er wurde daraufhin am 7. Februar 1963 Vize-Minister für Erdöl- und Chemieindustrie und übernahm am 21. August 1965 das neugeschaffene Amt des Erdölministers (Ministrul petrolului) im dritten Kabinett von Ministerpräsident Ion Gheorghe Maurer. Auf dem IX. Parteitag der PCR wurde er am 23. Juli 1965 Kandidat des ZK der PCR. Das Amt des Erdölministers bekleidete er bis zum 13. März 1969 und fungierte danach vom 13. März 1969 bis zum 17. September 1970 als Ministers für chemische Industrie (Ministrul Industriei Chimice) im fünften Kabinett Maurer. Am 12. August 1969 wurde er Mitglied des ZK der PCR und gehörte diesem bis zum XI. Parteitag am 28. November 1974 an. 
Boabă wurde am 17. September 1970 noch einmal Erdölminister im fünften Kabinett Maurer. Nachdem dieses Ministeramt am 29. März 1971 mit dem Bergbauministerium zum Ministerium für Bergbau, Erdöl und Geologie zusammengelegt wurde, schied er aus der Regierung aus und blieb in den nächsten Jahren zunächst einfaches ZK-Mitglied. Er wurde am 13. November 1974 Botschafter im Iran und war als solcher zugleich bis zum 10. August 1978 als Botschafter im Oman akkreditiert. Zuletzt war er nach seiner Rückkehr zwischen dem 21. August 1978 und dem 9. März 1981 Generaldirektor der Zentrale für Raffinerien und Petrochemie in Ploiești.

### Ehrungen und Auszeichnungen
Für seine Verdienste wurde Boabă mehrfach ausgezeichnet und erhielt unter anderem die Medalia Muncii (Arbeitermedaille) (1959), den Ordinul Muncii (Orden der Arbeit) Zweiter Klasse (1962), den Ordinul 23 August (Orden 23. August) Vierter Klasse (1964), den Ordinul Tudor Vladimirescu (Orden Tudor Vladimirescu) Dritter Klasse (1966) sowie den Ordinul Steaua Republicii Socialiste România (Stern der Sozialistischen Republik Rumänien) Dritter Klasse (1969).